# Carcinos

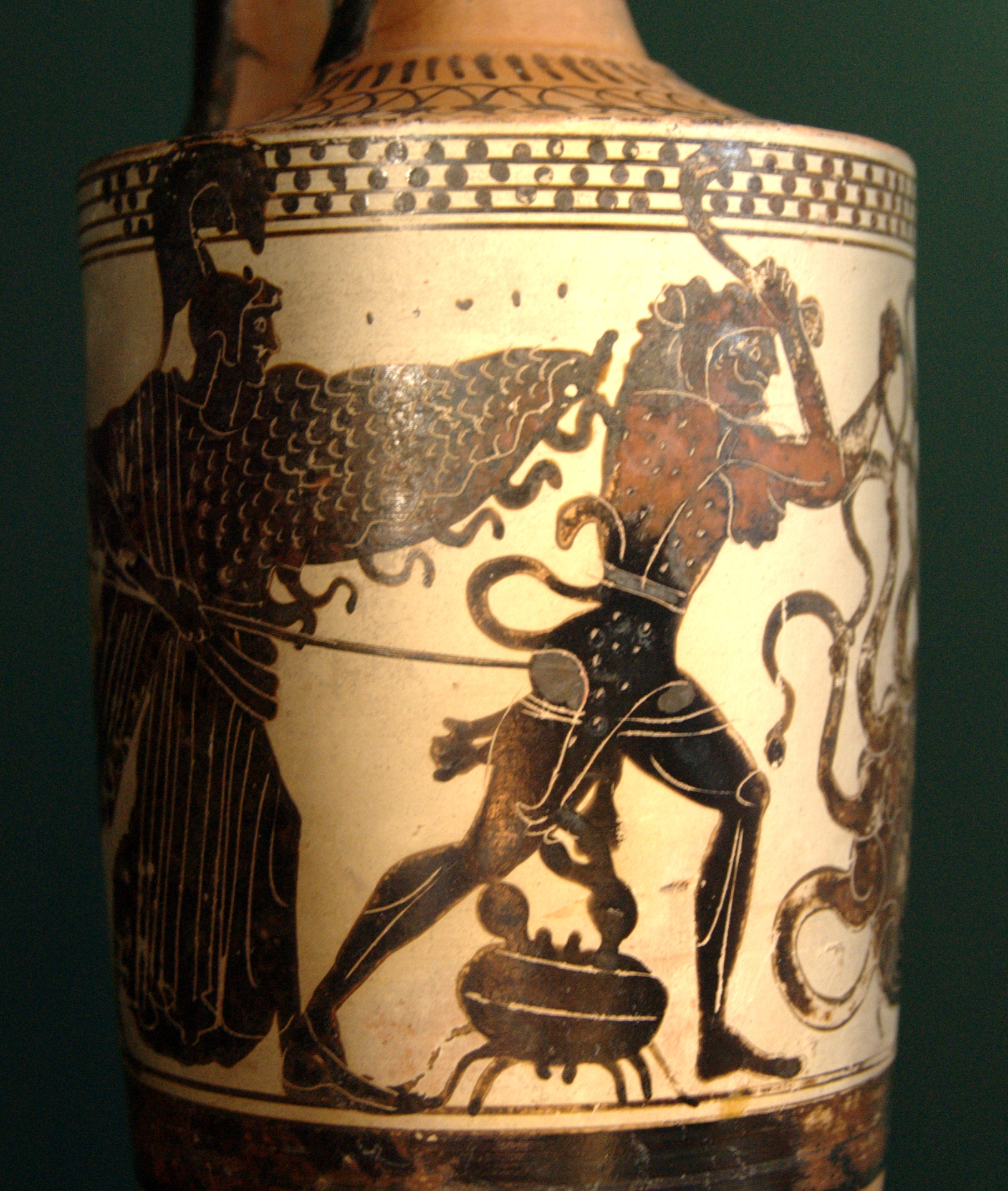
Carcinos atacando a Heracles. Detalle en lecito ático (500-475 a. C.). Museo del Louvre.

Carcinos (Καρκίνος, habitualmente denominado por su nombre en latín, Cáncer) es un «cangrejo» gigante de la mitología griega que habitaba en la laguna de Lerna. Es un personaje secundario en el mito de los doce trabajos de Heracles, a quien, por orden de Hera, ataca mientras lucha contra la Hidra de Lerna; como recompensa por esta acción, Hera le convierte en la constelación de Cáncer.
Dado que no es un elemento principal del mito, no siempre aparece en las versiones que han llegado hasta la actualidad; no obstante, clásicos mitógrafos, astrónomos, historiadores o filósofos como Platón, el Pseudo-Eratóstenes, el Pseudo-Apolodoro e Higino mencionan en sus textos al personaje.
Una de las interpretaciones más habituales del mito lo asocia con una batalla del siglo XXII a. C. en el Peloponeso, que ocasionó la destrucción de Lerna (de influencia minoica) por pueblos pre-micénicos.
En el arte, Carcinos suele aparecer representado como detalle del mito de la Hidra o como imagen del signo del Zodíaco y la constelación a los que da su referido nombre.

## Etimología
El nombre «Carcinos» es una transliteración de la palabra en griego antiguo Καρκίνος, que significa literalmente ‘cangrejo’. Es por ello que, según la versión y traducción del mito, no aparezca referido el personaje con su nombre propio original sino únicamente como un cangrejo gigante, el Cangrejo o Cáncer.
«Cancer» (transcrito como «cáncer», con tilde, en idioma español) es la traducción de la palabra carcinos al latín, realizada por Aulo Cornelio Celso y recogida en su obra De medicina (en español, [Libro] sobre medicina). El término griego se usaba desde Hipócrates (460-370 a. C.) para denominar ciertos tipos de tumores, por el parecido que el médico griego observó entre las lesiones y la forma de un cangrejo. Celso continuó utilizando la analogía e introdujo el término que ha perdurado hasta la actualidad para denominar a ese conjunto de enfermedades.
La palabra Καρκίνος sigue utilizándose en el idioma griego actual para varias de las acepciones del vocablo cáncer. Otras palabras como «carcinoma» (también utilizada por Hipócrates), «carcinógeno» o «carcinología», comparten la raíz griega original, en referencia tanto a los crustáceos como a la enfermedad.

## Papel en la mitología
Nota: a continuación se expone una versión resumida del contexto mitológico; además, téngase en cuenta la existencia de diversas variantes para muchos de los mitos, según la obra que se consulte.

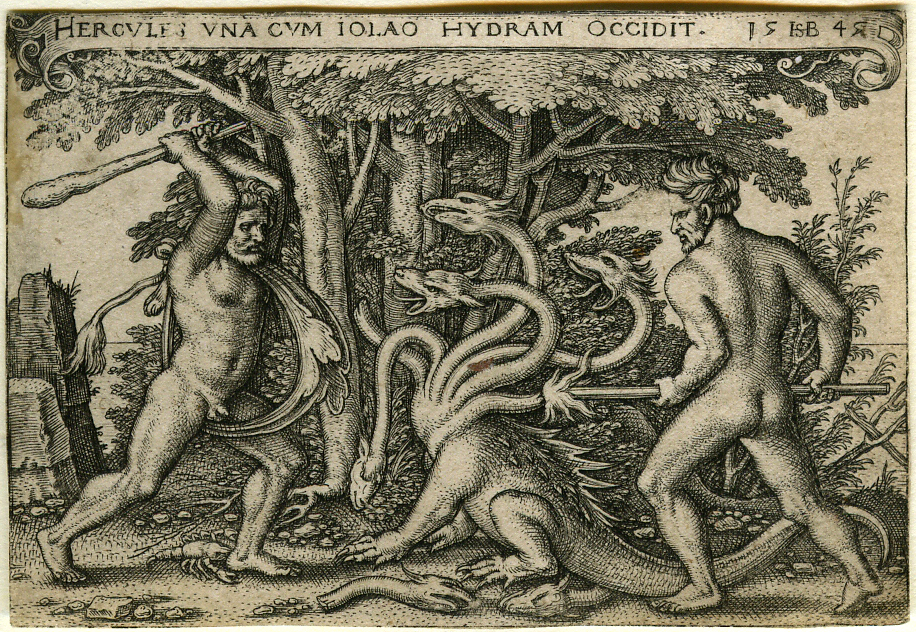
Grabado de Hans Sebald Beham.

Zeus, rey de los dioses olímpicos, yació con la mortal Alcmena engendrando a Heracles. La esposa de Zeus, la diosa Hera, celosa por la infidelidad de su consorte, volcó su despecho sobre el niño e intentó causarle la muerte o sufrimiento en diversas ocasiones a lo largo de su vida.
Heracles llegó a la edad adulta y se casó con la princesa Mégara, con quien tuvo varios hijos. Hera provocó un ataque de locura a Heracles, durante el cual el joven griego asesinó a su esposa e hijos. La sibila del oráculo de Delfos encomendó como penitencia la realización de diez trabajos que le ordenase su primo Euristeo, rey de la Argólida.
Esos diez trabajos más dos adicionales, al considerar Euristeo inválidos dos de los iniciales por no completarse sin ayuda, formaron los denominados doce trabajos de Heracles. El segundo de ellos consistía en matar a la Hidra de Lerna, un monstruo con forma de serpiente de varias cabezas, que habitaba en la laguna cercana a la ciudad.
Una vez llegó a la ciénaga, Heracles se enfrentó a la Hidra. Intentó cortar las cabezas de la bestia pero por cada una que cortaba crecían otras dos. Mientras ambos luchaban, Hera envío en ayuda de la bestia a Carcinos, un cangrejo gigante que moraba también por la zona. El cangrejo atacó con sus pinzas a Heracles en los pies para despistarle y que la Hidra pudiera matarle; no obstante, el héroe griego, enfurecido, lo aplastó con su talón en respuesta y continuó la batalla.
Con la ayuda de Yolao, su sobrino, encontró la forma de derrotar al monstruo, aplicando fuego en los cuellos cercenados antes de que crecieran nuevas cabezas; así, Heracles pudo acabar con la Hidra. Enterró la cabeza principal, aún silbante pues era inmortal, bajo una gran roca cerca del camino de Lerna a Eleo. Además, abrió en canal a la bestia para mojar en sus fluidos internos las puntas de sus flechas, siendo desde entonces mortal cualquier herida causada con ellas.
Este trabajo fue uno de los considerados como inválidos por Euristeo, ya que Heracles recibió la ayuda de su sobrino para llevarlo a término.

### Catasterismo

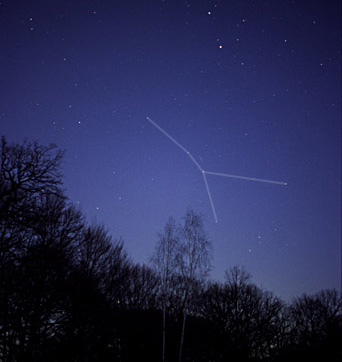
Constelación de Cáncer.

Un catasterismo es el relato de la transformación de un personaje de la mitología griega en una estrella o constelación. Según el mito, Hera, agradecida por el valiente pero infructuoso esfuerzo de Carcinos, lo puso en el cielo creando la constelación de Cáncer en el Zodíaco. Fue ubicado junto al León, la figura puesta por Zeus en conmemoración de la muerte del León de Nemea a manos de su hijo Heracles en el primero de sus trabajos.

### Variantes del mito
Al igual que la figura de la Hidra, Carcinos tiene diversas variantes en función de lo que el autor de la versión recoja en su texto:
- Respecto a su misma existencia pues, como elemento secundario en el mito de la Hidra, varias versiones no mencionan al personaje de Carcinos en el segundo trabajo de Heracles. Este hecho se suele explicar con la hipótesis de que fuera introducido en el relato principal por influencia mesopotámica, en el intento de los astrólogos de asociar los trabajos de Heracles con los doce signos del Zodíaco.[16][14]

- En cuanto al nombre con el que se le designa, como ya se ha indicado, frecuentemente se omite o cambia el nombre del personaje, sustituyéndolo simplemente por cangrejo o por su nombre romano, Cáncer.[3][17] Puntualmente recibe epítetos como «Lernaeus», por su procedencia, en De re rustica de Columela[18] o «Littoreus», presumiblemente por sus costumbres, en Las metamorfosis de Ovidio[19] y Astronómicon de Manilio,[20] tal como indica William Smith en su obra, A Dictionary of Greek and Roman Antiquities.[7]

- En función de la forma en que Carcinos ataca a Heracles según la versión o traducción del texto, siendo atenazar, picar o morder las más frecuentes.[1][15][13] No obstante, las distintas versiones coinciden en que su ataque era un elemento de distracción para Heracles, con la intención de desequilibrar el combate a favor de la Hidra, sin constituir un oponente que pudiera por sí mismo acabar con el héroe griego.

## El mito según los clásicos
El cangrejo Carcinos no aparece en todas las versiones del mito del segundo trabajo de Heracles y, por tanto, en aquellos textos relacionados, principalmente acerca de mitología o astronomía, que han llegado a la actualidad; por ejemplo, en el célebre poema hacia 275 a. C. de Arato, Fenómenos, (que describe las constelaciones y otros cuerpos celestes, comentando para algunos de ellos el mito asociado) tan sólo se menciona la constelación de Cáncer para ubicar los Asnos y el Pesebre:

Observa también el Pesebre. Semejante a una pequeña nebulosa, marcha englobado en el Cangrejo en dirección Norte; en torno suyo giran dos estrellas que brillan poco, ni muy alejadas ni muy cerca de él, sino que, a simple vista, se diría que están a un codo de distancia poco más o menos; una está al Norte, la otra está orientada al Sur. Se les llama los Asnos y en medio está el Pesebre.
Arato, Fenómenos, 892-896.

Como se apuntó anteriormente, este hecho se suele atribuir a la teoría de que dichos cuerpos tuvieran una historia de origen griego anterior a la asociación de la constelación con un cangrejo por influencia probablemente mesopotámica, donde la constelación aparece con el nombre Al·lul, «cangrejo» en sumerio.
En los Catasterismos (obra recopilada hacia el siglo I a. C. en la que se narran las transformaciones de personajes de la mitología en estrellas o constelaciones), atribuidos erróneamente a Eratóstenes (siglo III a. C.), se encuentra la referencia más antigua del mito:

Cangrejo: Créese que fue colocado entre las constelaciones por Hera, ya que fue el único que, mientras los demás luchaban del lado de Heracles cuando éste mató a la Hidra, saliendo de la laguna le picó en el pie, tal como dice Paniasis en su Heraclea. Y es sabido que Heracles, enfurecido, lo aplastó con el pie, de ahí que obtuviera el gran honor de ser contado entre los doce signos del Zodiaco.
Pseudo-Eratóstenes: Catasterismos.

Aparte de la propia versión del texto, destaca la mención a la Heraclea del poeta del siglo V a. C. Paniasis de Halicarnaso, de quien apenas se conservan unos fragmentos, como referente (el primero del que hay constancia en la actualidad) a la versión expuesta del mito.
En el diálogo Eutidemo, Platón hace referencia en el siglo IV a. C. al mito en un diálogo entre Sócrates, Critón, Eutidemo y su hermano Dionisodoro, Clinias y Ctésipo; el texto es una crítica a los sofistas, que utilizan las falacias (sofismas) para sus razonamientos:

[...] En efecto, yo soy mucho más débil que Heracles, quien no podía luchar contra la Hidra, esta sofista, que por su sabiduría -cada vez que le cortaba una cabeza a un razonamiento- sacaba muchas en vez de una, y también contra otro sofista del mar, un cangrejo, que recientemente según me parece, desembarcó. Cuando éste lo molestó así y le habló desde la izquierda y lo mordió, [Heracles] llamó en su ayuda a su sobrino Yolao, quien lo ayudó suficientemente. [...]
Platón, Eutidemo, 278c.

Con la utilización del mito, el personaje de Sócrates se burla de los hermanos sofistas y sus razonamientos al compararlos con los monstruos Hidra y Carcinos.
En Astronomía poética, obra sobre catasterismos tradicionalmente atribuida a Higino (siglo I a. C.), también se hace mención al mito en su versión más difundida:

Se dice que el Cangrejo fue puesto entre las estrellas por Juno, porque, cuando Hércules se enfrentaba a la Hidra de Lerna, salió del pantano y le mordió en el pie. Hércules, enfurecido, lo mató, y Juno le puso entre las constelaciones para ser uno de los doce signos unidos por el circuito del sol.
Higino: Astronomía poética (Astronomica), 13: Cangrejo.

Dada la asimilación de la mitología griega que se dio en la Antigua Roma y que Higino era latino, los personajes del texto aparecen con sus nombres romanos, correspondiendo Juno a Hera y Hércules a Heracles.
En la Biblioteca mitológica, exhaustiva recopilación de la mitología griega elaborada hacia los siglos I - II d. C., atribuida erróneamente a Apolodoro de Atenas, también se menciona a la criatura:

Como segundo trabajo [Euristeo] le ordenó [a Heracles] matar a la Hidra de Lerna. [...] Un cangrejo gigante acudió en ayuda de la hidra mordiéndole en el pie. Por ello, lo mató y pidió ayuda a Yolao [...].
Pseudo-Apolodoro, Biblioteca mitológica, 2.5.2.

En contrapartida, otros tantos autores clásicos no mencionan en sus textos a Carcinos en el mito de la Hidra, como Hesíodo en su Teogonía, Pausanias en su Descripción de Grecia, Diodoro Sículo en su Bibliotheca historica, o Eurípides en su Heracles, lo cual incide en el carácter secundario del personaje respecto al segundo trabajo de Heracles.
Una tradición tardía nos dice que cuando el hijo de Quirón, nieto de Saturno y Fílira, caminaba cerca del mar, pisó cierto cangrejo de inmenso tamaño que lo hirió lastimosamente. A cambio, Quirón disparó al cangrejo con sus flechas y liberó a su hijo, en cuyo recuerdo aquel cangrejo fue llevado al cielo y se convirtió en un signo celeste. Se dice que el sol está en Cáncer porque al igual que el cangrejo se mueve a cada lado, hacia delante y hacia atrás, así el sol, cuando se acerca a Cáncer, siempre va hacia delante, pero cuando está en Cáncer, retrocede y no puede avanzar más.

## Interpretaciones del mito

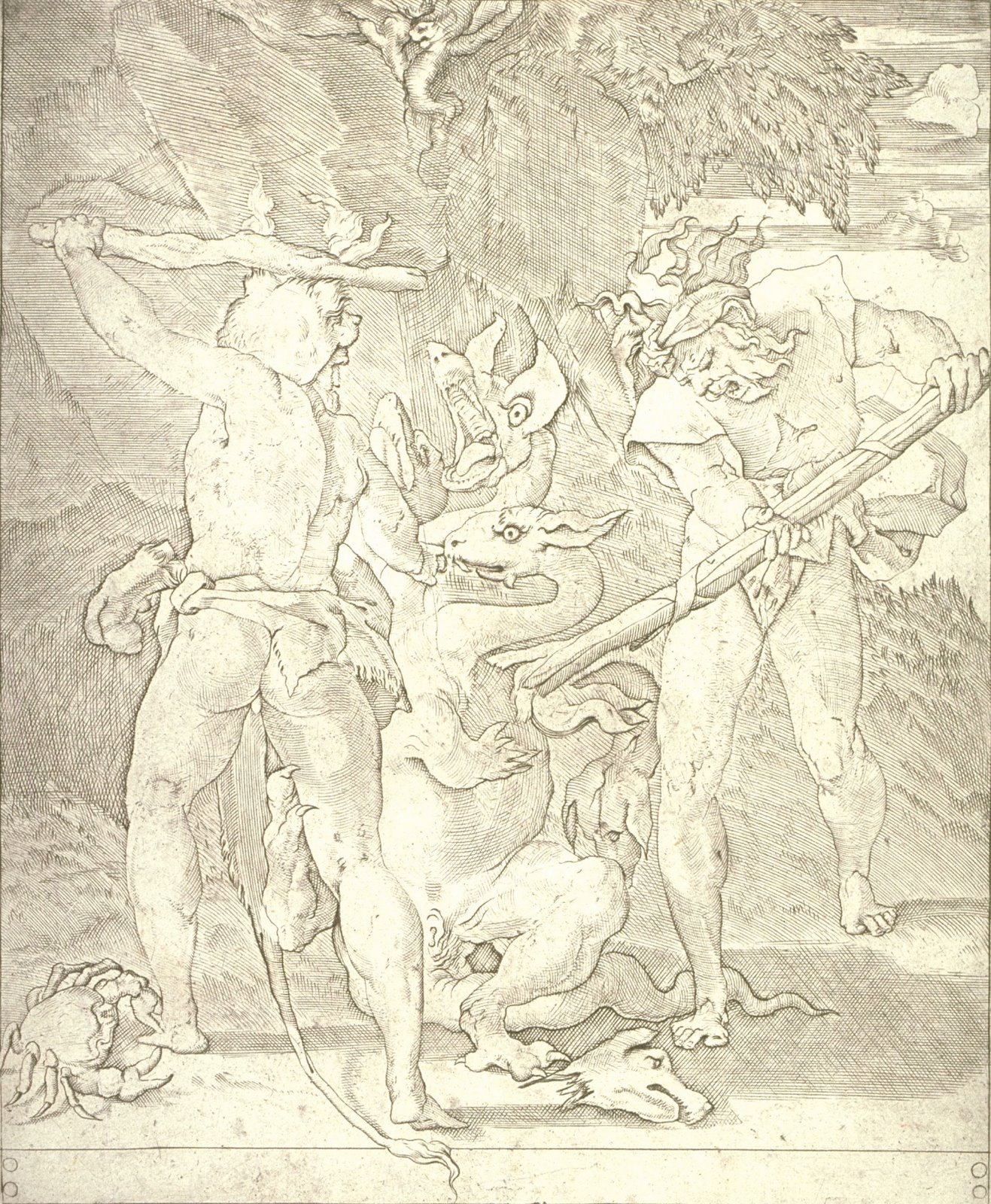
Grabado de Giovanni Jacopo Caraglio.

Los mitos disponen, por norma, de lecturas no literales por las que los relatos fantásticos reflejan de forma alegórica o simbólica hechos, situaciones o comportamientos en la realidad. Al segundo trabajo de Heracles se le han atribuido diversas interpretaciones a lo largo de la Historia:
- Una interpretación bélica, por la que, según el peripatético Paléfato,[32] el mito se asocia con la destrucción de Lerna, bajo influencia minoica, por los pueblos pre-micénicos hacia el siglo XXII a. C. La Hidra se correspondería con el Palacio de Lerna, las múltiples cabezas con los arqueros y hoplitas de la ciudad y Carcinos con un mercenario que dirigiría fuerzas de apoyo para la defensa. Los ejércitos derrotados, la ciudad incendiada y el palacio sepultado bajo un túmulo generarían las analogías utilizadas posteriormente en el mito.[4][33]

- Una interpretación geológica, en la que, según el evemerístico Servio,[34] se identifica la Hidra con el propio pantano de Lerna y sus cabezas con las fuentes o ríos subterráneos que lo alimentaban, frustrando los intentos de desecar la zona para sanearla.[14]

- Una interpretación religiosa, por la que la muerte de la Hidra a manos de Heracles se corresponde con la supresión, por parte de los pueblos invasores de aqueos o dorios, de los ritos de fertilidad autóctonos de Lerna, realizados por sacerdotisas que difundían la influencia minoica procedente de Creta.[14]

- Una interpretación astronómica, en la que los personajes representan cuerpos celestes en una determinada situación; Heracles destruye a la Hidra y el Cangrejo tal como la luz del Sol desvanece a las constelaciones durante el amanecer, al surgir el astro por el horizonte.[35][36]

- Una interpretación esotérica, por la que se relaciona las múltiples cabezas de la Hidra con los malos pensamientos y deseos, a vencer por el individuo en su crecimiento personal.[37]

## Morfología
Los autores clásicos que mencionan a Carcinos en el mito de la Hidra no ofrecen en sus textos descripciones de la forma o tipo de cangrejo más allá de la puntual alusión al notable tamaño del espécimen. Ese vacío en la descripción ha provocado la diversidad en el tipo de crustáceo que aparece en las representaciones del personaje, mostrando a discreción del artista tanto cangrejos de río (de aspecto similar a pequeños bogavantes, con un cefalotórax y abdomen bien diferenciados) como cangrejos de mar (con un abdomen reducido a poco más de un apéndice bajo el cefalotórax).
Los escritos de naturalistas o geopónicos clásicos, como Aristóteles, Plinio el Viejo o Casiano Baso, y los estudios modernos en carcinología permiten hacerse una idea de las especies de cangrejos conocidas que influirían en la imagen mental que las gentes obtendrían al escuchar el mito, así como en las representaciones artísticas que se han realizado del mismo:
- Respecto a los cangrejos de río, las especies más difundidas por Europa y alrededor del Mediterráneo son Austropotamobius pallipes, Austropotamobius torrentium y Astacus astacus, de la familia Astacidae.[39][40] Otras especies comunes en la actualidad, como Pacifastacus leniusculus o Procambarus clarkii, fueron introducidas durante el siglo XX, afectando gravemente a las poblaciones autóctonas de cangrejos debido a la afanomicosis, enfermedad producida por el hongo Aphanomyces astaci del que son portadoras.[41]
- En cuanto a los cangrejos de mar, de entre las numerosas especies que tienen como hábitat el mar Mediterráneo algunas de las más comunes son Carcinus aestuarii, Cancer pagurus o Portunus pelagicus.[42][43][44]

De los cangrejos citados, son los especímenes de Cancer pagurus los más voluminosos, con una anchura de caparazón de unos 24 cm, siendo el máximo registrado de 30 cm.

## Influencia en el arte

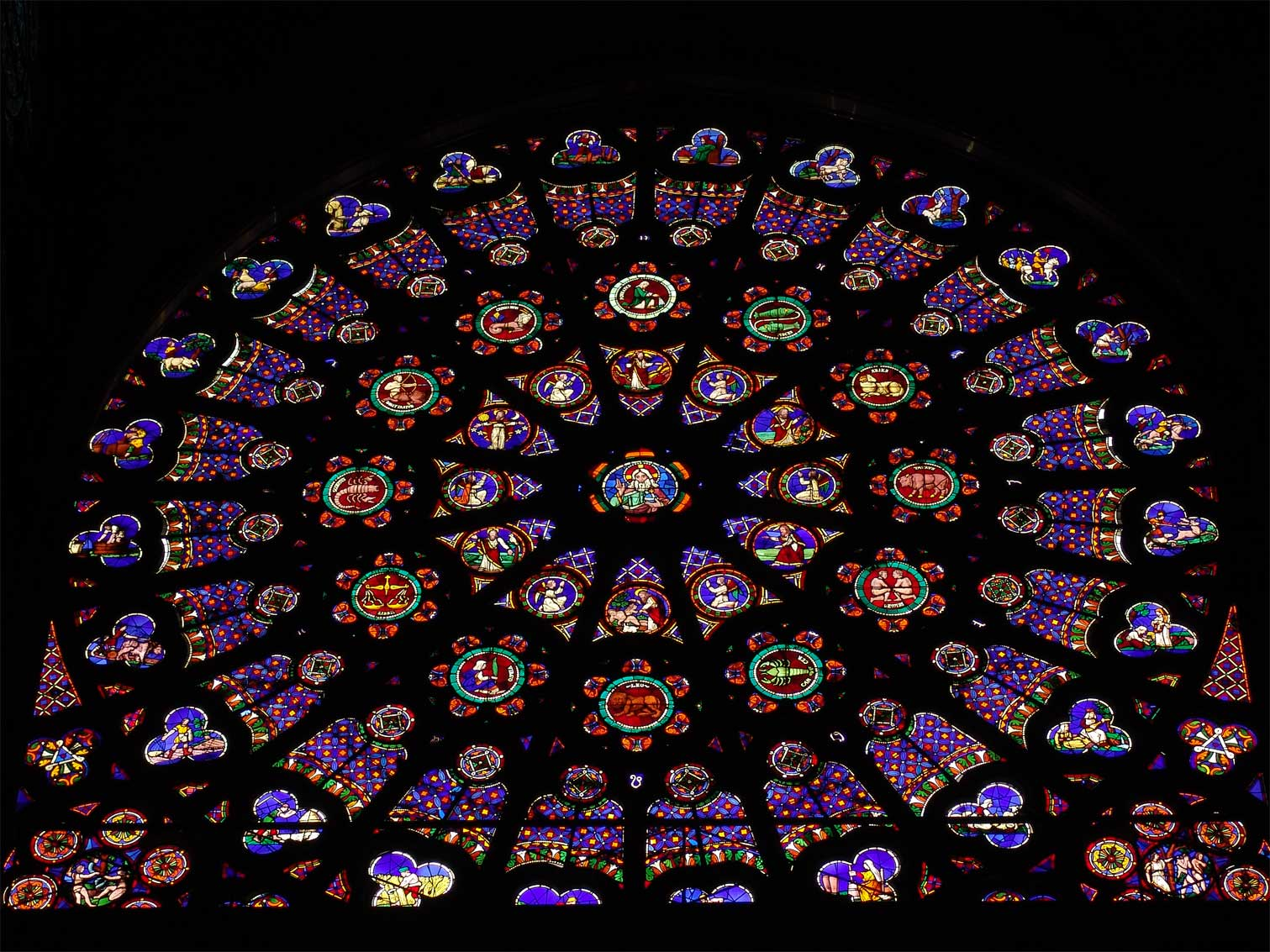
Rosetón de la Catedral de Saint-Denis.

El personaje de Carcinos aparece representado en el arte principalmente como parte del mito de la Hidra, como signo zodiacal o como constelación de los mapas celestes.
Las técnicas artísticas utilizadas en sus representaciones son diversas, destacando la cerámica de la Antigüedad, los relieves y vidrieras de la Edad Media, los grabados renacentistas o los dibujos en los atlas de astronomía de los últimos siglos del segundo milenio.
Por otro lado, como se ha indicado, no hay unanimidad en la tipología de cangrejo que correspondería al personaje, mostrándose tanto cangrejos de río como de mar.

### Sobre el mito

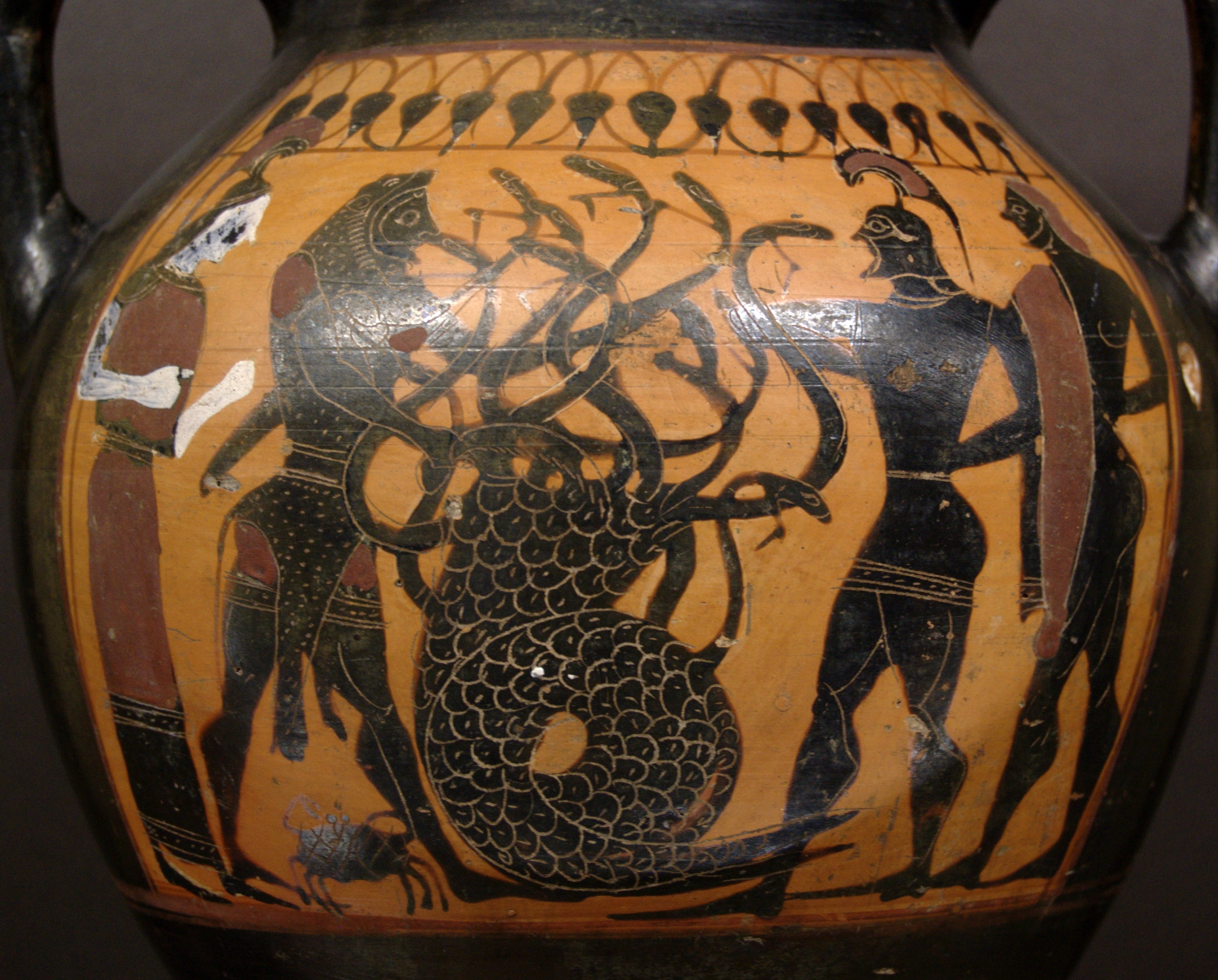
Detalle en ánfora ática (540-530 a. C.). Museo del Louvre.

Entre los doce trabajos de Heracles, el segundo es uno de los que más frecuentemente ha sido representado en el arte, en especial por los artistas postclásicos, tanto en pintura como en escultura; no obstante, de igual modo que en los escritos, no todas las representaciones artísticas del mito incluyen la figura de Carcinos.
Durante la Antigüedad clásica, destacan los ejemplos de decoración en cerámica encontrados en lecitos, hidrias, aríbalos y otros tipos de vasos griegos, habitualmente de los siglos VI y V a. C. y pertenecientes a los estilos de figuras negras y rojas predominantes en la época. En estas representaciones, Carcinos es mostrado generalmente como un cangrejo de mar.

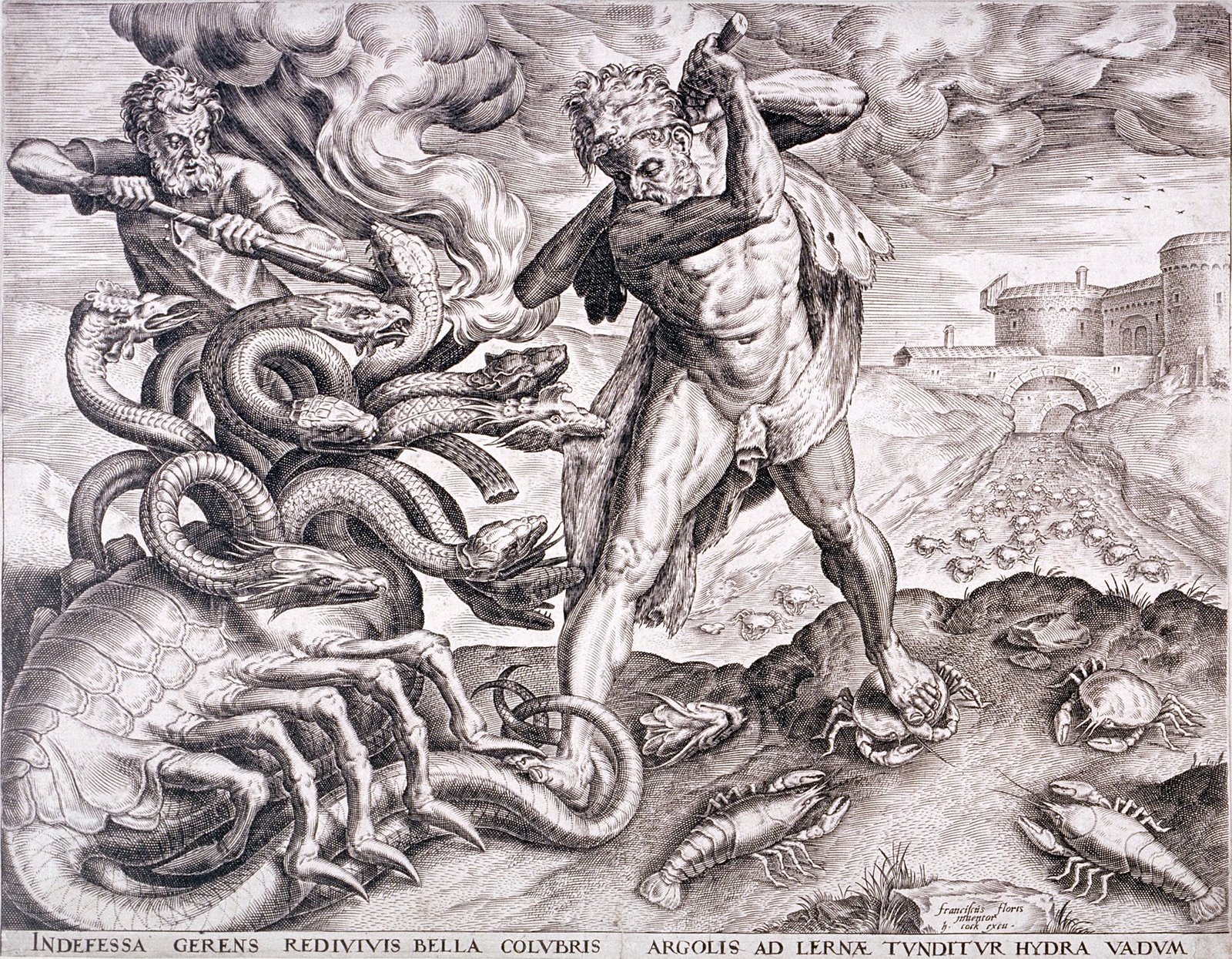
Grabado de Cornelis Cort (circa 1565).

Durante el siglo XVI, en pleno Renacimiento, se realizaron varios grabados que representaban los trabajos de Heracles. En parte de los que muestran la lucha contra la Hidra de Lerna, también aparece la figura de Carcinos; de estos, algunos de los más relevantes son las obras de los siguientes artistas:
- Hans Sebald Beham, impresor alemán considerado uno de los más importantes de los pequeños maestros, el grupo de artistas alemanes que se especializaron en grabados tras la influencia de Durero. En su obra, Carcinos aparece con forma de cangrejo de río.
- Giovanni Jacopo Caraglio, grabador italiano, pupilo de Marcantonio Raimondi; se especializaron en la realización de reproducciones de pinturas renacentistas, sobre todo, las de Rafael. Carcinos aparece con forma de cangrejo de mar.
- Cornelis Cort, grabador neerlandés que colaboró de forma habitual con Tiziano. En su obra, Carcinos aparece con forma de cangrejo de mar, aunque aparecen otros muchos cangrejos, tanto de río como de mar, que rodean o se dirigen hacia Heracles.

En 1634, el pintor español del Siglo de Oro Francisco de Zurbarán pintó el cuadro al óleo Hércules lucha contra la hidra de Lerna, inspirándose en el grabado mencionado de Cornelis Cort. En la actualidad, está expuesto en el Museo del Prado, Madrid.

### Zodíaco

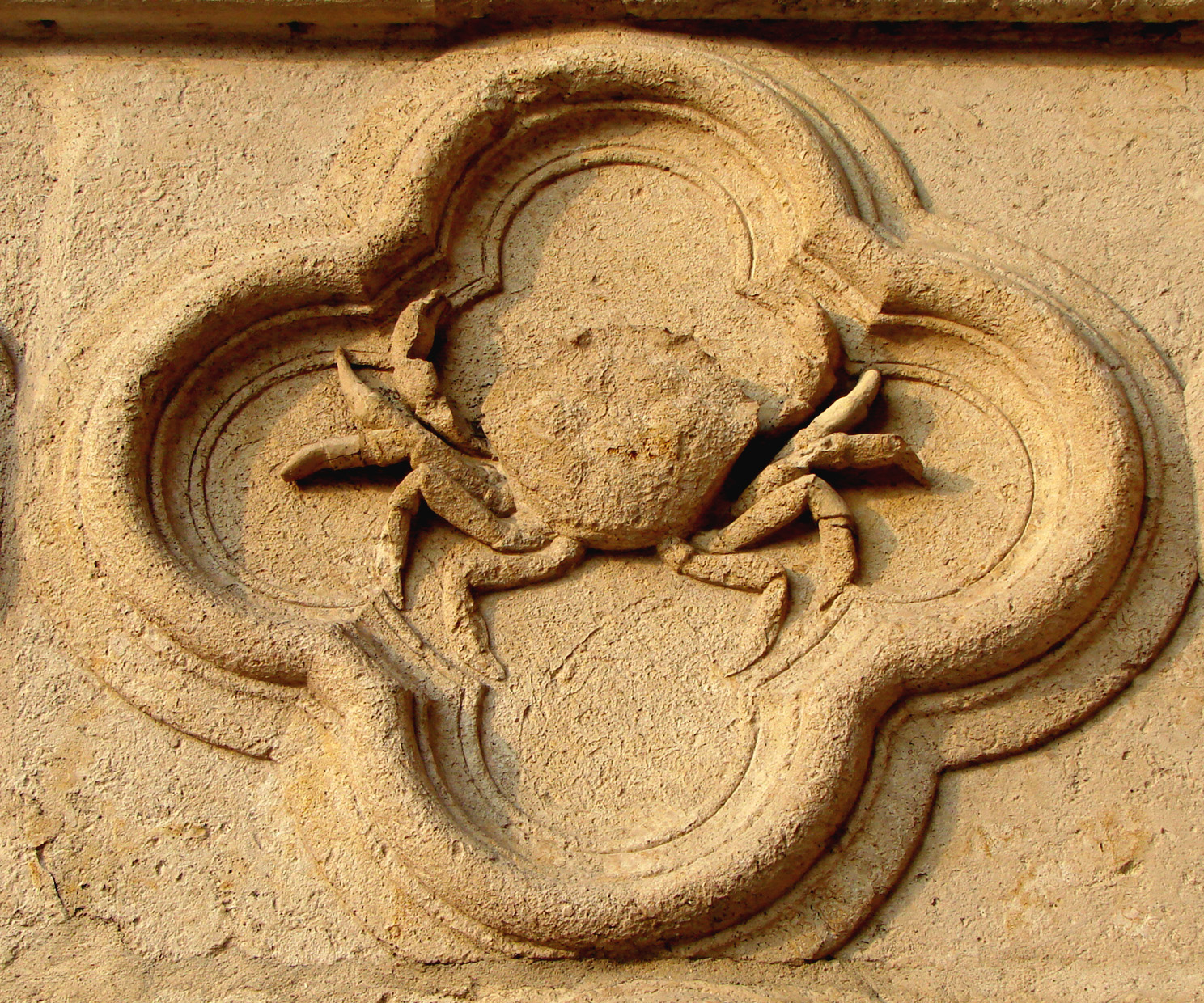
Relieve en la Catedral de Amiens.

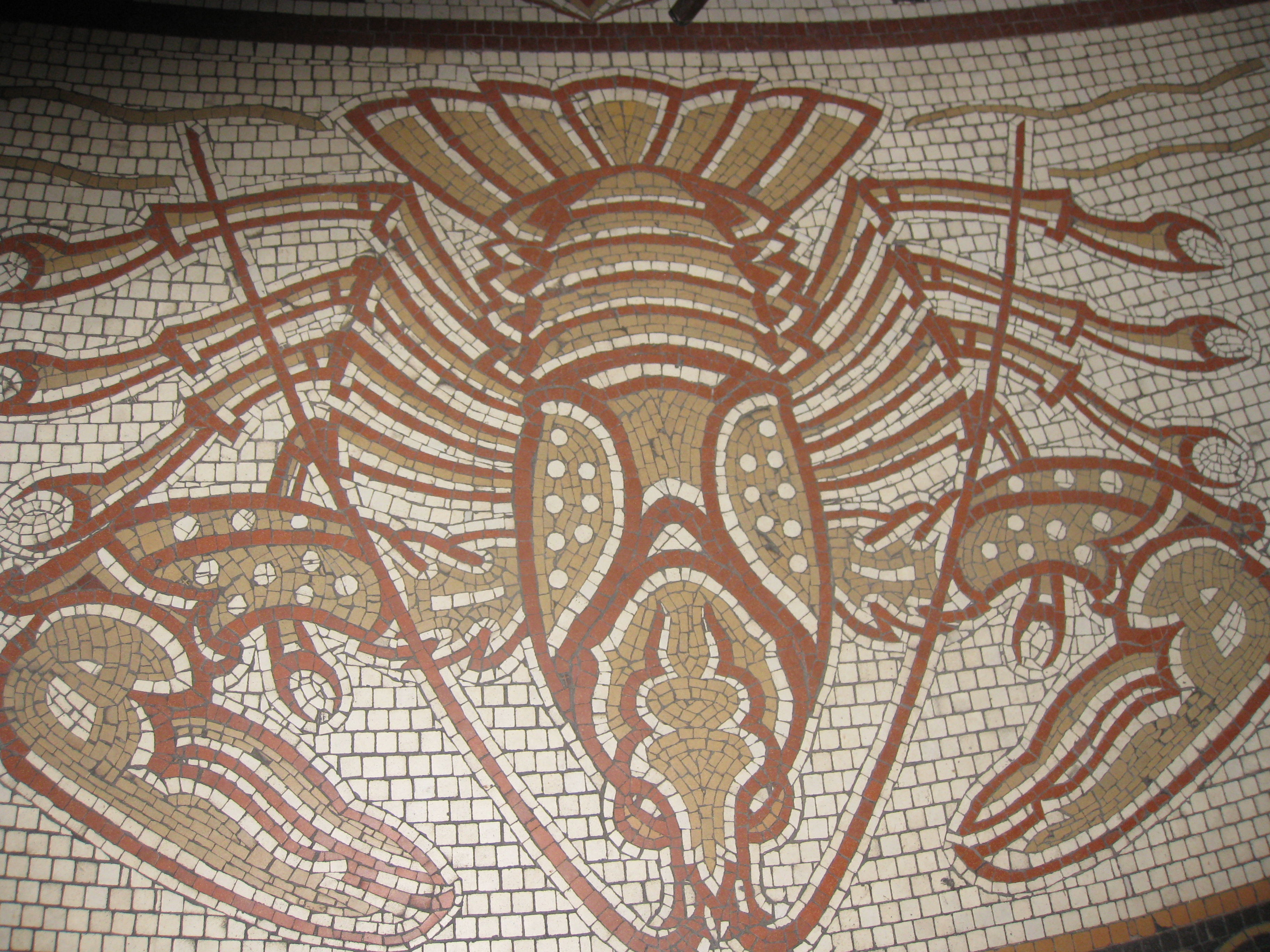
Mosaico en la abadía de Hagia Maria.

A pesar de su origen pagano y del rechazo general de las Iglesias cristianas, los signos del Zodíaco se han representado frecuentemente en el arte medieval, concretamente en relieves, pinturas y vidrieras de las propias iglesias. Algunos de los templos en los que se pueden encontrar estas representaciones son:
- La basílica románica del siglo XII de San Isidoro en León, España, donde aparecen los signos zodiacales en el principal acceso al templo.[53] Cáncer aparece con forma de cangrejo de mar.

- La basílica gótica del siglo XII de Saint-Denis, Francia, en la que se encuentra un rosetón en el que los signos del Zodíaco rodean a Cristo. Cáncer aparece con forma de cangrejo de río.

- La iglesia románica del siglo XII de San Austremonio en Issoire, Francia, en la que aparecen relieves con las figuras del Zodíaco. La forma de Cáncer recuerda a un cangrejo de mar, pero la apariencia grotesca es más cercana a una gárgola.

- La catedral gótica del siglo XIII de Chartres, Francia, en la que en una de las principales puertas se encuentran relieves con los signos zodiacales rodeando la figura de Cristo. Además, en el interior se encuentra una vidriera en la que también aparecen dichos motivos.[54] Cáncer aparece con forma de cangrejo de mar.

- La catedral gótica del siglo XIII de Amiens, Francia, en cuya fachada aparecen relieves con los signos del Zodíaco. Cáncer aparece con forma de cangrejo de mar.

- La catedral gótica del siglo XIII de San Pedro de Bautzen, Alemania, en la que una escalera de madera está decorada con los signos zodiacales.

- La abadía benedictina de Hagia Maria, construida sobre el monte Sion en Jerusalén a principios del siglo XX, donde se conserva un mosaico circular con las figuras del Zodíaco. Cáncer aparece con forma de cangrejo de río.[55]

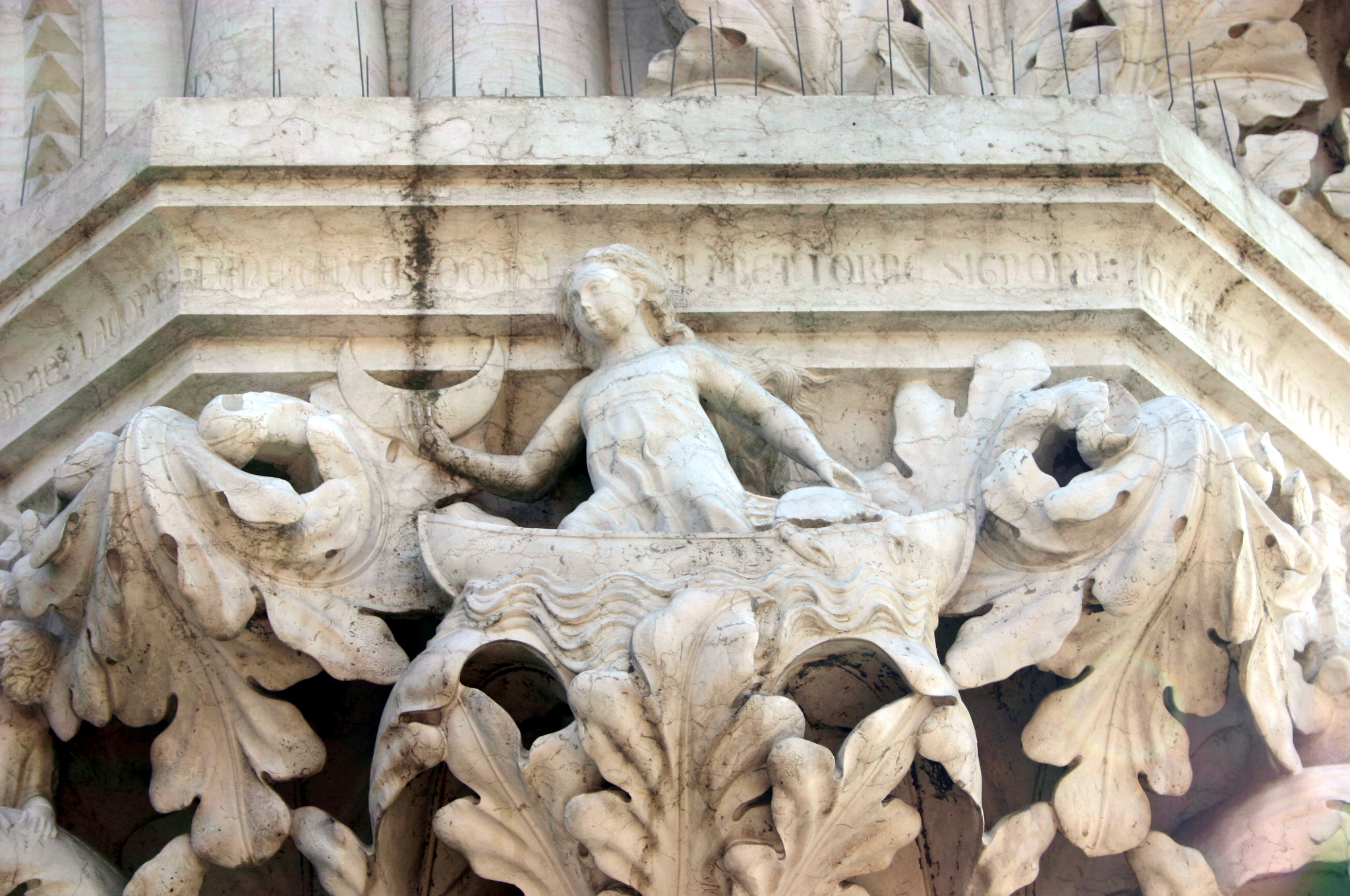
Capitel de una columna del Palacio Ducal de Venecia.

Otro ejemplo puede verse en el Palacio Ducal de Venecia, edificio gótico junto a la Plaza de San Marcos utilizado como residencia para el dux, sede del gobierno, tribunal y prisión. Parte de los capiteles de las columnas están decorados con motivos sobre los planetas del Sistema Solar y signos del Zodíaco; en concreto, uno de ellos muestra a Cáncer y la Luna, su astro regente. Cáncer se representa como un cangrejo de mar mientras que la Luna es una figura femenina, ambos sobre una barca.

En otro ámbito, el pintor y compositor lituano Mikalojus Konstantinas Čiurlionis, perteneciente al modernismo y simbolismo, realizó en 1907 un ciclo de doce cuadros denominado Zodiakas (El Zodíaco); Vėžys (Cáncer) representaba el signo de Carcinos, con forma de cangrejo de río.

### Mapas celestes

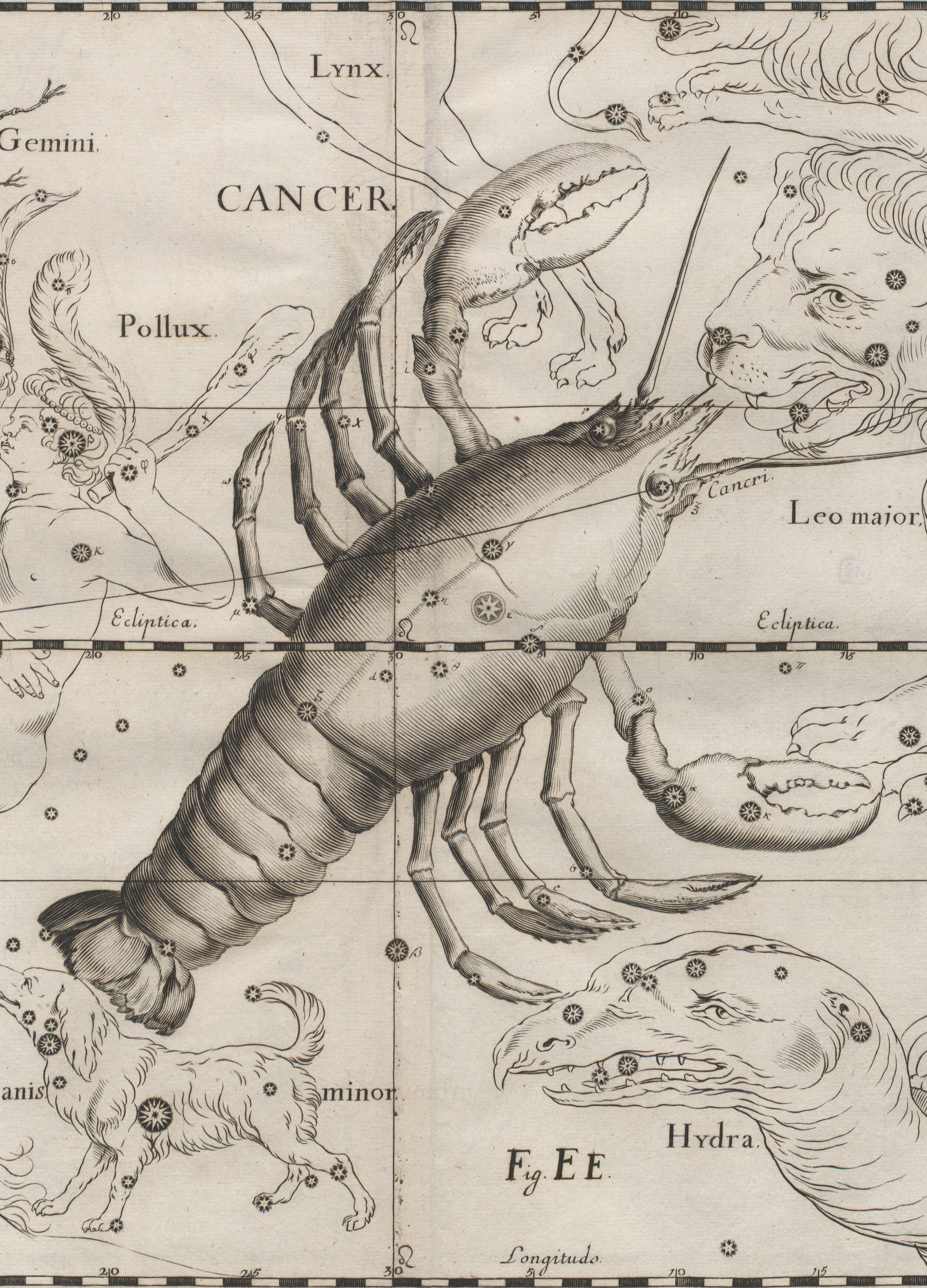
Constelación de Cáncer según Hevelius.

En los mapas celestes se representa la distribución de los principales objetos astronómicos visibles desde la Tierra. Dichos mapas, que tuvieron su auge entre los siglos XV y XIX, son frecuentemente decorados con figuras que ayudan a interpretar o reconocer las constelaciones mostradas. A continuación, se enumeran algunos ejemplos de los mapas más relevantes:
- El manuscrito en arábigo Kitab al-Bulhan, de Abd al-Hasan Al-Isfahani; recopilado a finales del siglo XIV, trata sobre astrología, astronomía y geomancia.[57] Cáncer se representa como un cangrejo de mar.

- Uranometria, publicado en 1603 por el astrónomo alemán Johann Bayer; destaca por ser la primera obra en representar la esfera celeste completa.[58] Cáncer se representa como un cangrejo de río.

- Firmamentum Sobiescianum, del astrónomo polaco Johannes Hevelius; fue publicado en 1690 de forma póstuma y añadía siete nuevas constelaciones a las reconocidas en la época.[59][60] Cáncer se representa como un cangrejo de río.

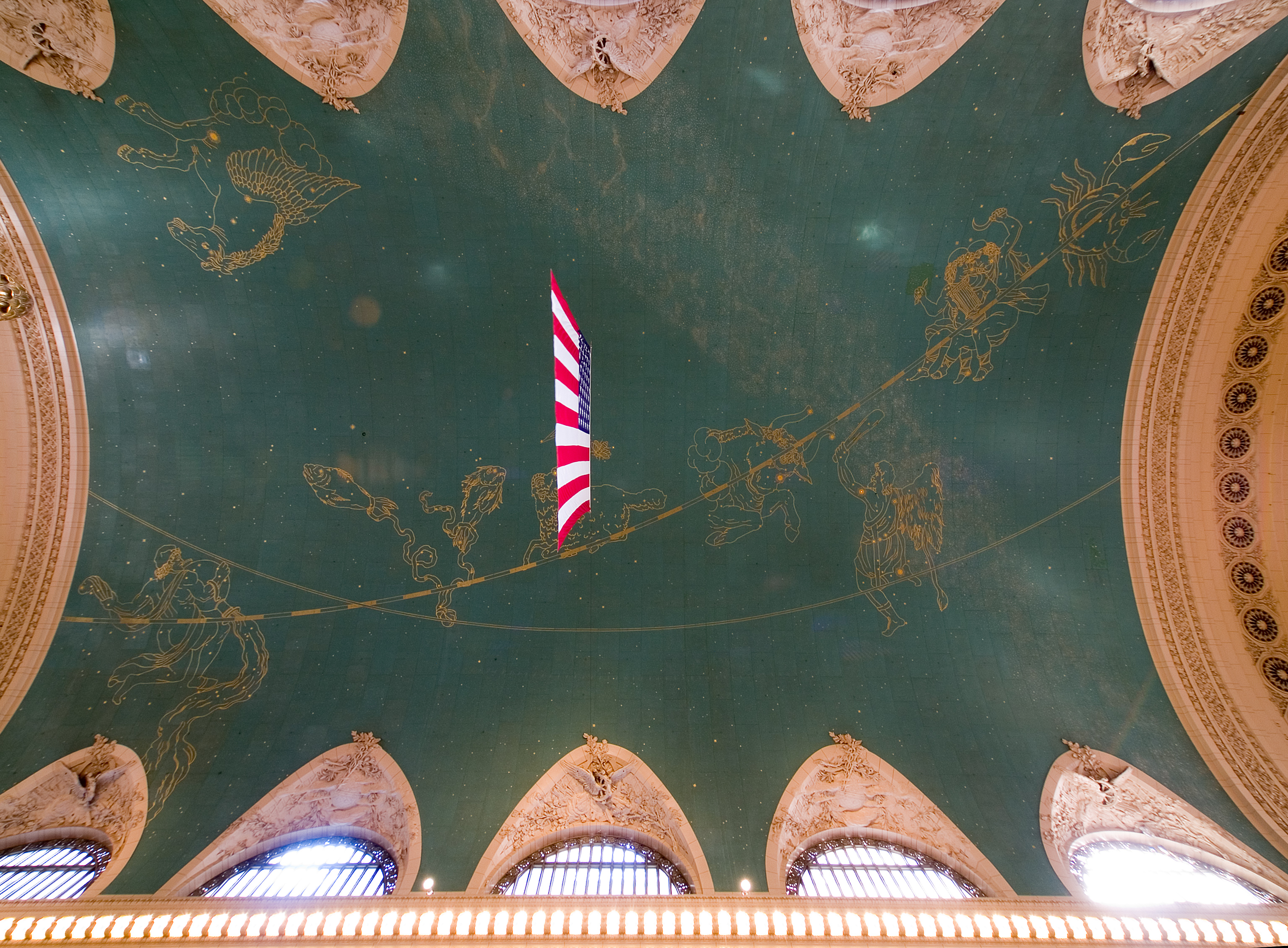
Techo de la estación Grand Central Terminal de Nueva York.

- Uranographia, del astrónomo alemán Johann Elert Bode; publicado en 1801 y del que se dice que marca el fin de la tendencia de mapas que conjugaban la rigurosidad científica con la calidad artística, empezando a diferenciarse los textos destinados a profesionales de aquellos para aficionados en la materia.[61] Cáncer se representa como un cangrejo de mar.

Caso especial es el techo de la Grand Central Terminal de Nueva York, pintado en 1912 por el francés Paul César Helleu, donde se muestra parte de un mapa celeste. En 1998, tras doce años de trabajos de restauración en la estación, esta obra pudo volver a contemplarse después de pasar desapercibida durante décadas por haber quedado oscurecida por el humo.

## Otras influencias
La principal influencia derivada del mito de Carcinos ha sido la de servir como nombre para la constelación de Cáncer y su signo del Zodíaco. Por otro lado, el personaje no está relacionado con el cuerpo celeste de la Nebulosa del Cangrejo y su Pulsar, situados en la constelación de Tauro; fue en la década de 1840 cuando William Parsons, astrónomo y aristócrata inglés, se refirió a la nebulosa como «del Cangrejo», por el parecido de un dibujo que realizó sobre ella con un crustáceo.
Sobre las influencias recibidas, el polímata estadounidense Richard Hinckley Allen expone en su obra Star Names — Their Lore and Meaning (1899) que la constelación de Cáncer también se identificaba por otros pueblos, aparte del griego y posteriores, con un cangrejo:

La constelación era conocida como Cherjengh y Kalakang por los persas; Lenkutch, por los turcos; Sartono, por los sirios y quizás por los posteriores caldeos; Sarṭān, por los hebreos; y Al Saraṭān, por los árabes; todos los términos equivalentes a Cáncer.
R. H. Allen, Star Names — Their Lore and Meaning, p. 108.

Paul Jensen lo relaciona con la tortuga de Babilonia del cuarto milenio antes de Cristo, y ha sido asociado también con el Scarabaeus sacer de Egipto del segundo milenio antes de Cristo. Las primeras referencias a un cangrejo aparecen durante la dinastía casita mesopotámica, sobre 1530-1160 a. C., y ya claramente en las tablas de Mul·Apin, sobre 1100-700 a. C., como Al·lul.
No obstante, no ha llegado hasta la actualidad un origen o influencias claras sobre el personaje, más allá de la hipótesis de la creación por parte de los antiguos astrólogos para asociar las constelaciones de la Eclíptica con los doce trabajos de Heracles, introduciendo en el mito de la Hidra el personaje menor del cangrejo con el que aprovechar la figura tradicionalmente reconocida en la constelación.